# Gruszino
Gruszino, Grušino (maced. Грушино) – wieś w północnej Macedonii Północnej, niedaleko stolicy tego kraju – Skopje.
Osada wchodzi w skład gminy Araczinowo.
Według stanu na 2002 rok wieś liczyła 1128 mieszkańców.
Według spisu ludności z 2021 roku, wieś liczyła ogółem 883 mieszkańców. Grupy etniczne zamieszkujące wieś to:
- Albańczycy 854
- Macedończycy 2
- Inni 27